# 2615 Сайто
2615 Сайто (2615 Saito) — астероїд головного поясу, відкритий 4 вересня 1951 року.
Тіссеранів параметр щодо Юпітера — 3,177.
Названо на честь Сайто (яп. さいとう(斎藤) сайто:).